# Hämeensaari (ö i Södra Savolax, S:t Michel, lat 61,57, long 27,31)
Hämeensaari är en ö i Finland. Den ligger i sjön Ukonvesi och i kommunen Sankt Michel i den ekonomiska regionen  S:t Michel och landskapet Södra Savolax, i den södra delen av landet, 200 km nordost om huvudstaden Helsingfors. Öns area är 3,5 hektar och dess största längd är 350 meter i nord-sydlig riktning.